# 镇江府
镇江府，北宋时设置的府。

镇江府在江苏省的位置（1820年）

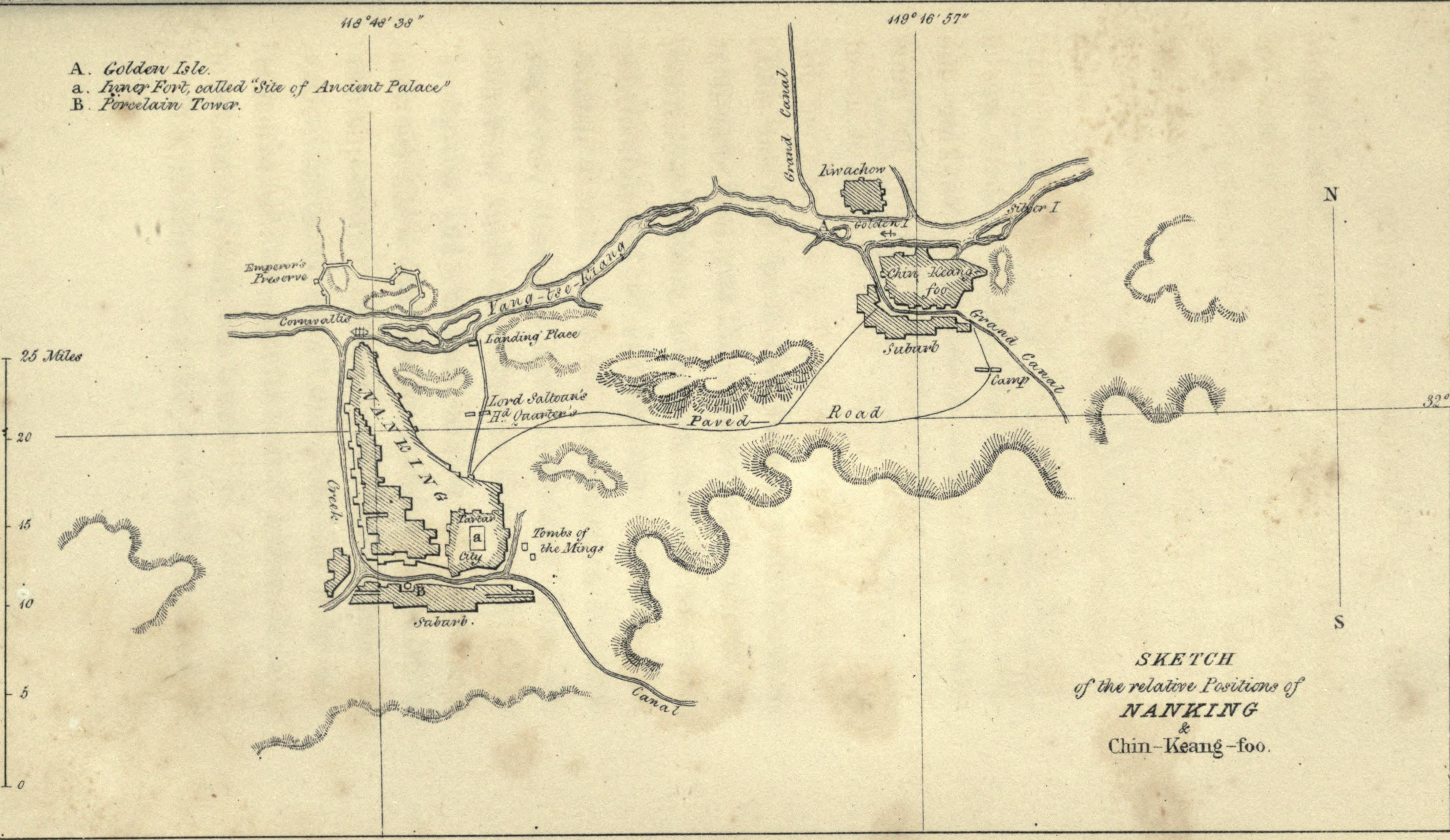
1844年英国出版的，扬子江沿岸的江宁府城南京和镇江府府城之间的地图

政和三年（1113年）升润州置。为长江与大运河水运交通要冲。南宋南宋建炎三年（1129年）置帅。建炎四年（1130年）金兀术南侵后回师至此，为韩世忠所困。同年，加大使兼沿江安抚，以浙西安抚复还临安。镇江府治所在丹徒县（今江苏省镇江市）。属两浙路。崇宁时，户六万三千六百五十七，口一十六万四千五百六十六。贡罗、绫。下领三县：丹徒县、丹阳县、金坛县。辖境相当今江苏省镇江、丹阳、扬中、金坛、溧阳、溧水等市县地。
元朝至元十三年（1276年），改镇江路。至正十六年、龙凤二年（丙申年，1356年），朱元璋改为江淮府，同年十二月又改江淮府为镇江府。治所在丹徒县（今江苏省镇江市）。下领三县：丹徒县、丹阳县、金坛县。辖境相当今江苏省镇江、丹阳、金坛等市地。同年十二月，改名镇江府。始属江浙行省，后直隶中央六部。
洪武元年（1368年），镇江卫指挥宋礼主持建造镇江府城。洪武二十六年（1393年），镇江府编户八万七千三百六十四，口五十二万二千三百八十三。弘治四年，户六万八千三百四十四，口一十七万一千五百八。万历六年，户六万九千三十九，口一十六万五千五百八十九。
清朝初期沿袭明制，仍领三县。顺治初年，设镇海将军，乾隆年间裁撤。雍正八年（1730年），江宁府的溧阳县来属。光绪三十年（1904年），置太平厅。终清一朝，领四县、一厅，考评冲，繁，疲，难。1911年，江苏独立。次年，江苏省废府，故废。

## 延伸阅读
[在维基数据编辑]
 《欽定古今圖書集成·方輿彙編·職方典·鎮江府部》，出自陈梦雷《古今圖書集成》